# Liste des phares de Finlande

Finlande

Liste des phares de la Finlande : Les phares se trouvent au sud sur le golfe de Finlande et à l'ouest sur le golfe de Botnie, les deux bras de la mer Baltique. La Finlande administre également les îles d'Åland, un archipel situé à la jonction des deux golfes.
Les phares en Finlande sont entretenus par la section des voies navigables de l' Agence finlandaise des transports.
Quelques phares sont inscrits au répertoire des sites culturels construits d'intérêt national  par la Direction des musées de Finlande (avec *).

## Laponie
- Phare de Keminkraaseli
- Phare de Kemi I[3]

## Ostrobotnie du Nord
- Phare de Rivinletto
- Phare de Länsiletto
- Amer de Laitakari
- Phare de Keskiniemi
- Amer de Keskiniemi
- Phare de Koskela (Inactif)
- Phare de Marjaniemi
- Phare de Tauvo
- Phare de l'Église de Raahe (Inactif)

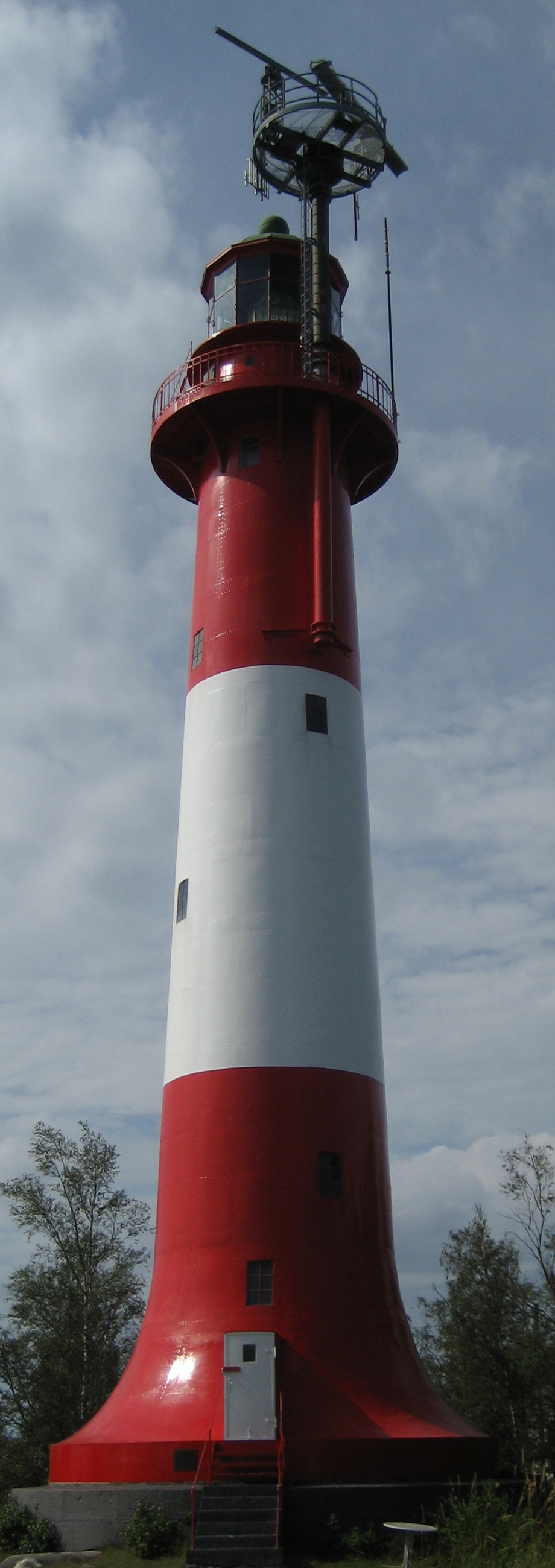
Phare de Tankar

- Phare de Raahe[4]
- Phare de Nahkiaini[5]
- Phare d'Ulkokalla

## Ostrobotnie centrale
- Phare de Kokkola
- Phare de Tankar *
- Phare d'Harrinniemi (Inactif)

## Ostrobotnie

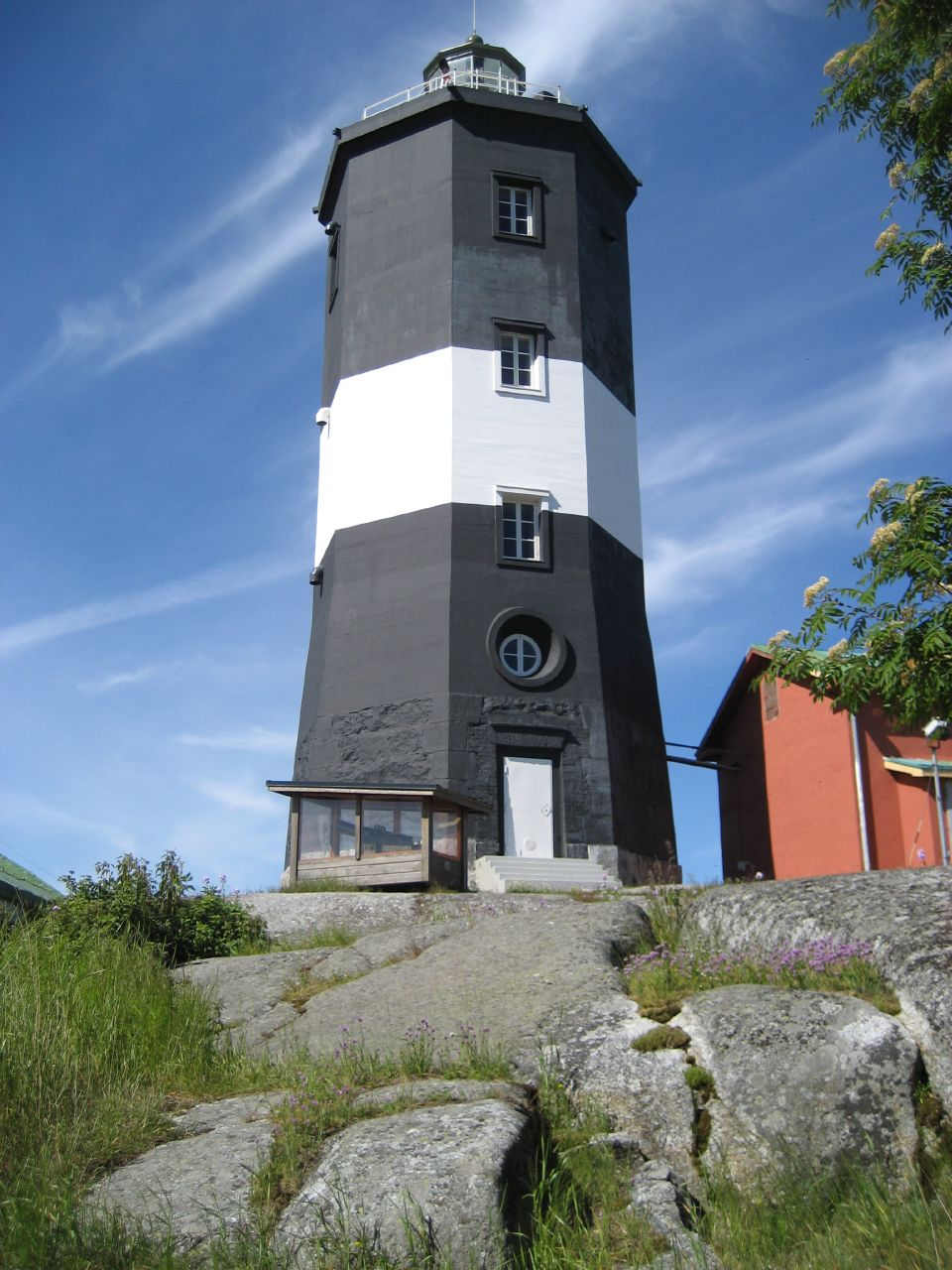
Phare de Norrskär

- Phare de Kallan
- Phare de Pietarsaari
- Phare de Stubben *[6]
- Phare de Ritgrund[7]
- Phare de Valsörarna
- Phare d'Utgrynnan [8]
- Phare de Norrskär
- Phare de Vaasa[9]
- Phare de Strömmingsbådan
- Phare de Sälgrund *
- Phare de Kristiina
- Phare d'Yttergrund *
- Phare de Merikarvia[10]

## Satakunta
- Phare de Pori[11]
- Phare de Kallo
- Phare de Kaijakari[12]
- Phare de Säppi *
- Phare de Rauma[13]
- Phare de Kylmäpihlaja
- Phare de Sandbäck[14]

## Finlande du Sud-Ouest

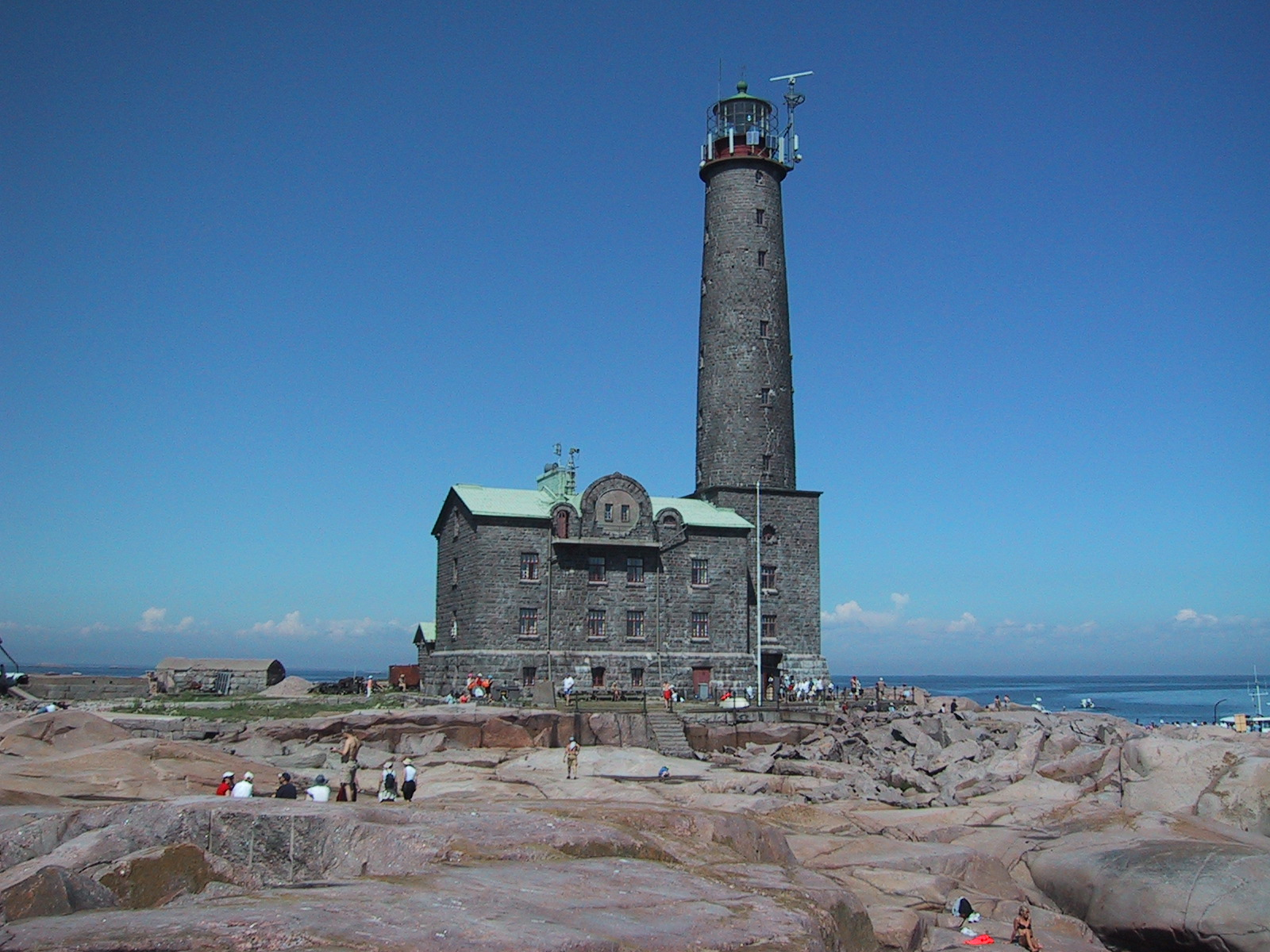
Phare de Bengtskär

- Phare d'Isokari *
- Phare de Bengtskär *
- Phare d'Utö *

## Uusimaa
- Phare de Gustavsvärn
- Phare de Russarö
- Phare d'Helsinki
- Phare d'Harmaja
- Phare de Jussarö
- Phare de Porkkala *
- Phare de Rönnskär (Inactif) *
- Phare de Kalbådagrund
- Phare de Söderskär (Inactif)
- Phare de Suomenlinna

## Åland

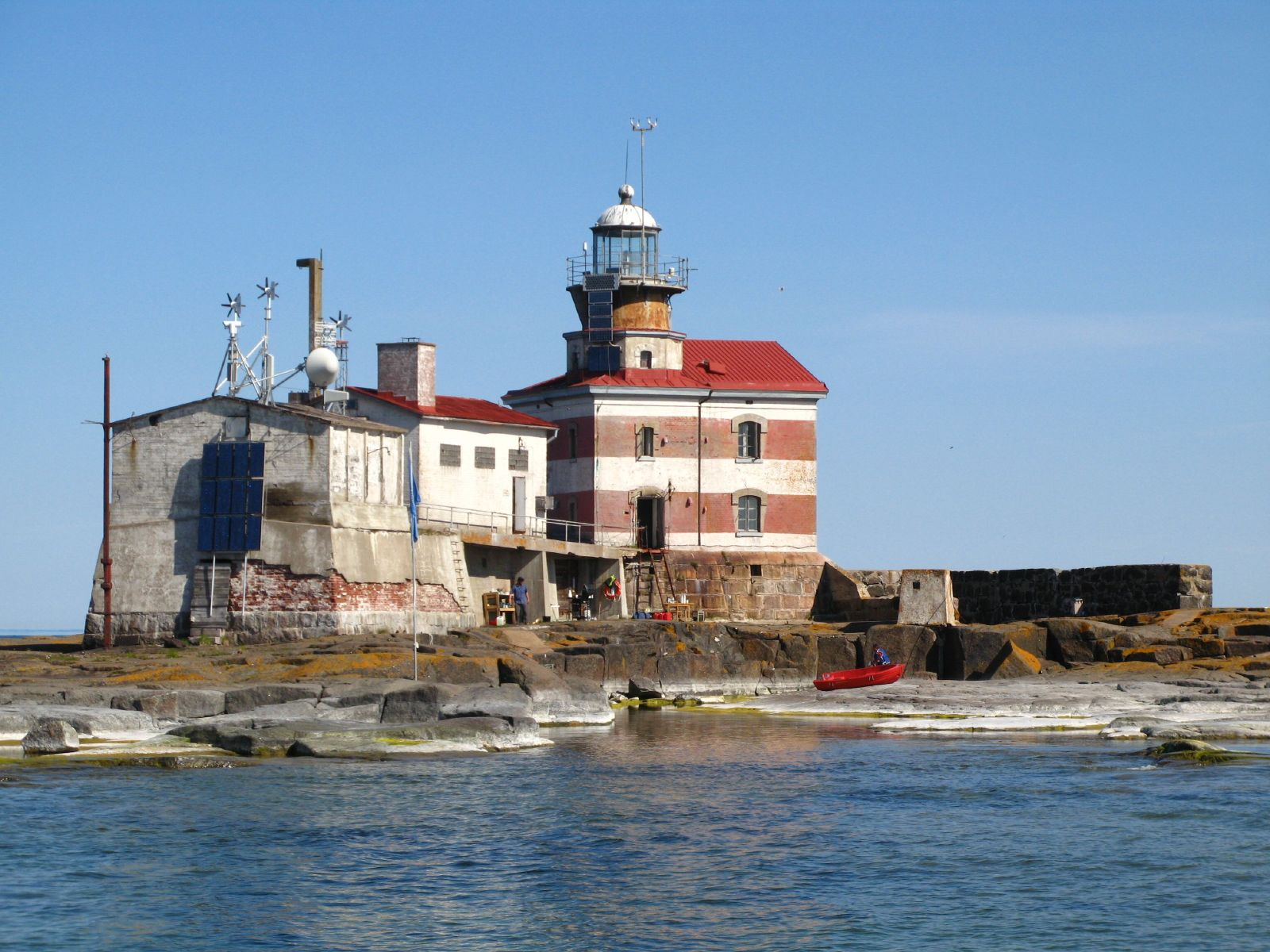
Märket

- Phare Gustaf Dalén
- Phare de Sälskär
- Phare de Märket
- Phare de Marhällan
- Phare de Nyhamn (Inactif)
- Phare de Lågskär
- Phare de Flötjan
- Phare de Bogskär
- Phare de Suomen Leijona